# Marijan Rožič
Marijan Rožič, slovenski pilot in generalmajor JLA, * 31. januar 1938, Ruše.
Rožič je leta 1960 v Beogradu končal Letalsko vojaško akademijo JLA, 1973 poveljniško -štabno šolo taktike in 1976 operatike ter 1983 Šolo ljdske obrambe JLA. Opravljal je različne štabne in poveljniške naloge v letalstvu JLA; med drugim je bil načelnik štaba letalski korpusa v Nišu (1986-1988) in poveljnik 5. korpusa Vojnega letalstva in Proti zračne obrambe v Zagrebu (1988-1991). Julija 1991 se je na lastno željo upokojil.